# 拉廷格液体
拉廷格液体（英語：Luttinger liquid），或朝永–拉廷格液体（英語：Tomonaga–Luttinger liquid）是一种理论模型，描述了一维导体（例如，诸如碳纳米管之类的量子线）中相互作用的电子（或其他费米子）。常用的费米液体模型在一维时不再成立。 一般的2D和3D费米液体在1D中具有特殊性质，称为“朝永–拉廷格液体”。“拉廷格液体”这一名称最先由邓肯·霍尔丹使用。
朝永–拉廷格液体由朝永振一郎于1950年首次提出。该模型表明，在一定的约束下，电子之间的二阶相互作用可以建模为玻色子相互作用。 1963年，华金·马萨达克·拉廷格（Joaquin Mazdak Luttinger）在布洛赫声波（Bloch sound waves）而言重新制定了该理论，表明朝永振一郎提出的约束对于将二阶摄动视为玻色子是不必要的。 但是他对模型的解决方案是不正确的。丹尼尔·马蒂斯（Daniel C. Mattias）和埃利奥特·利布（Elliot H. Lieb）1965年给出了正确的解。

## 物理系统
试图证明这些系统中的拉廷格液体类似行为是凝聚态物理学正在进行的实验研究的主题。
据信由拉廷格模型描述的物理系统包括：
- 人造“量子线”（一维电子带）通过将栅极电压施加到二维电子气（英语：Two-dimensional electron gas）或通过其他方式（光刻、原子力显微镜等）来定义
- 碳纳米管中的电子[3]
- 电子沿着分數量子霍爾效應或整数量子霍尔效应中的边缘状态移动，尽管后者通常被认为是一个更微不足道的例子。
- 电子沿着一维分子链跳跃（例如某些有机分子晶体）
- 准一维原子陷阱中的费米子原子
- 海森堡模型描述的半奇数自旋的一维“链”（拉廷格液体模型也适用于足够大的磁场中的整数自旋）
- 锂钼紫青铜(Lithium molybdenum purple bronze)中的电子[4]

## 参阅
- 朗道-费米液体理论